# سباستيان بينتو
سباستيان بينتو (بالإسبانية: Sebastián Pinto)‏ (5 فبراير 1986 بسانتياغو في تشيلي - ) هو لاعب كرة قدم تشيلي في مركز الهجوم. شارك مع منتخب تشيلي لكرة القدم. أما مع النوادي، فقد لعب مع أوداكس إيتاليانو وإسكيشهرسبور وبورصا سبور وغودوي كروز ونادي أونيفرسيداد دي تشيلي ونادي أوهيجينس ونادي بالستينو ونادي باهيا ونادي سانتوس ونادي فاريسي ونادي ميلوناريوس ونادي نانسي ونادي كوبريلوا.

## وصلات خارجية
- سباستيان بينتو على موقع اتحاد تركيا (لاعب) (الإنجليزية)
- سباستيان بينتو على موقع قاعدة بيانات كرة القدم.إي يو (الإنجليزية)
- سباستيان بينتو على موقع ناشيونال فوتبول تيمز (الإنجليزية)
- سباستيان بينتو على موقع Soccerway.com (الإنجليزية)
- سباستيان بينتو على موقع عالم كرة القدم.نت (الإنجليزية)
- سباستيان بينتو على موقع AS.com (الإسبانية)